# 机枪

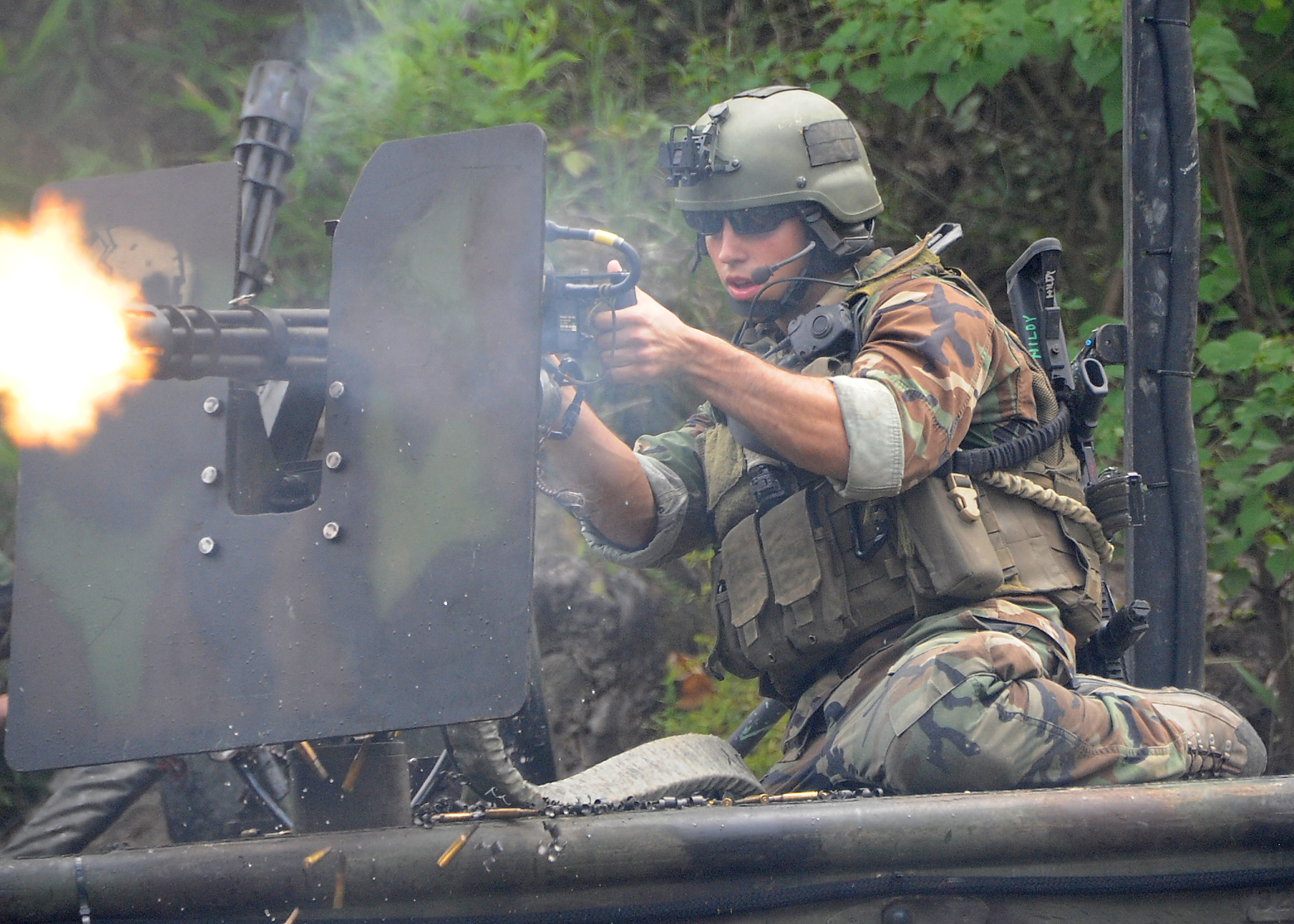
M134迷你砲機槍

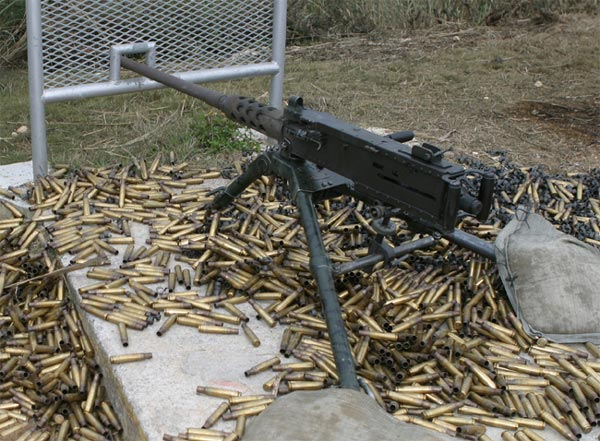
白朗寧M2重機槍

機槍（Machine gun，或稱機關槍、機關銃）指可快速連續發射全威力步枪弹的全自動后装线膛长管枪械，可能是固定式的，也可能是活動式的，其子彈會由彈鏈、彈匣或其他供弹具連續填充並且發射，每分鐘約有300至1800發子彈。
機槍根据重量通常分為輕機槍、中型機槍、通用機槍、重機槍幾種。自動火器除了機槍外，還有冲锋枪、突击步枪、戰鬥步槍、自動霰彈槍、全自動手槍等屬廣義的機槍，口徑20毫米以上的叫「機炮」（autocannons）。
機槍為了滿足連續射擊的穩定需要，通常備有兩腳架及可安裝在三腳架或固定槍座上，主要發射步槍彈或更大口徑（10-20mm）專用機槍子彈，能快速連續射擊，以掃射為主要攻擊方式，透過綿密火網壓制對方火力點或掩護己方進攻。除了攻擊有生目標之外，也可以射擊其他無裝甲防護或薄裝甲防護的目標。輕機槍的重量較輕，可以手持射搫，不過若以臥式的姿勢射擊，效果會比較好。機槍和自動炮的差異主要在口徑（機炮的口徑在20mm以上），另一個差異是所發射的是傳統的子彈、炮彈、散彈槍的彈藥、或是爆炸彈等。像發射霰彈的全自動槍隻會稱為的自動霰彈槍，發射大口徑彈藥的則會稱為機炮或是自動榴弹发射器（榴弹機槍）。冲锋枪則是手持式的自動武器，發射一般手槍口徑的子彈。機槍和冲锋枪、機炮不同，機槍像步槍一樣，有很高的槍管/口徑比（表示其槍管很長，子彈口徑小）。機槍在本質上就是一把全自動的步槍，而機槍和戰鬥步槍的不同點在於是否有可快速拆卸的槍管、重型槍管或是其他的冷卻系統。戰鬥步槍及突击步枪可以進行全自動的射擊，因為不是為了全自動射擊而設計，會有槍管過熱的問題。大部份的機槍也使用彈鏈及開放式槍栓架構，和步槍的設計不同。
在一般的法律和口語中，機槍泛指可全自動射擊的槍械。在美國槍枝法案中，只要每次扣動扳機不放時可以連續發射子彈直至耗盡的就算是機槍，和口徑無關。美國公民持有機槍不會違反任何聯邦法律，在許多州也是合法的，不過依國家槍枝法需登記為第二類槍械，而且需要繳納印花稅。不過1986年槍支擁有者保護法的Hughes修正案禁止針對市民製造機槍，因此只有在此時間之前就已製作的槍才能合法交易及移轉。

## 歷史

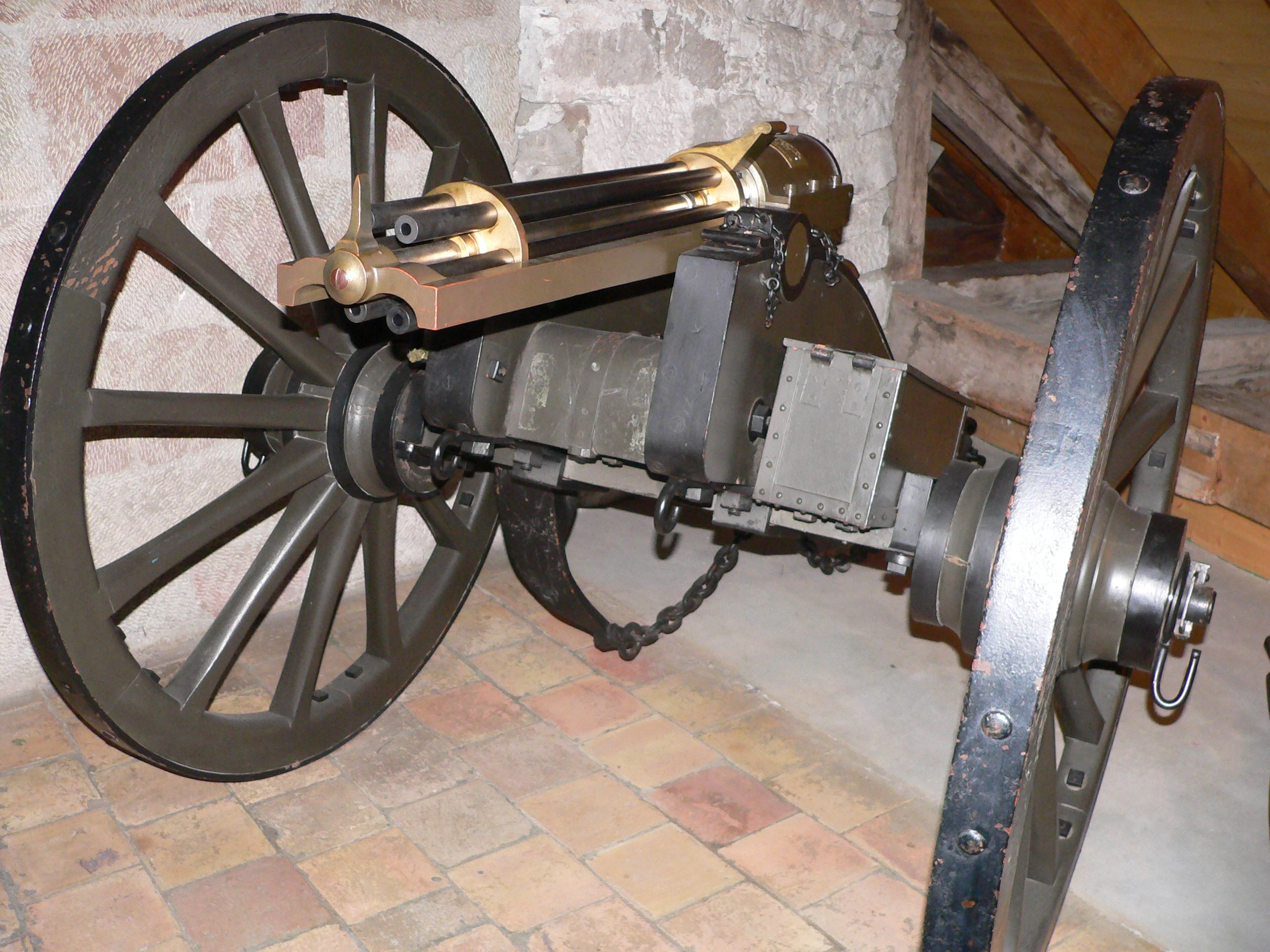
1865年的加特林机枪

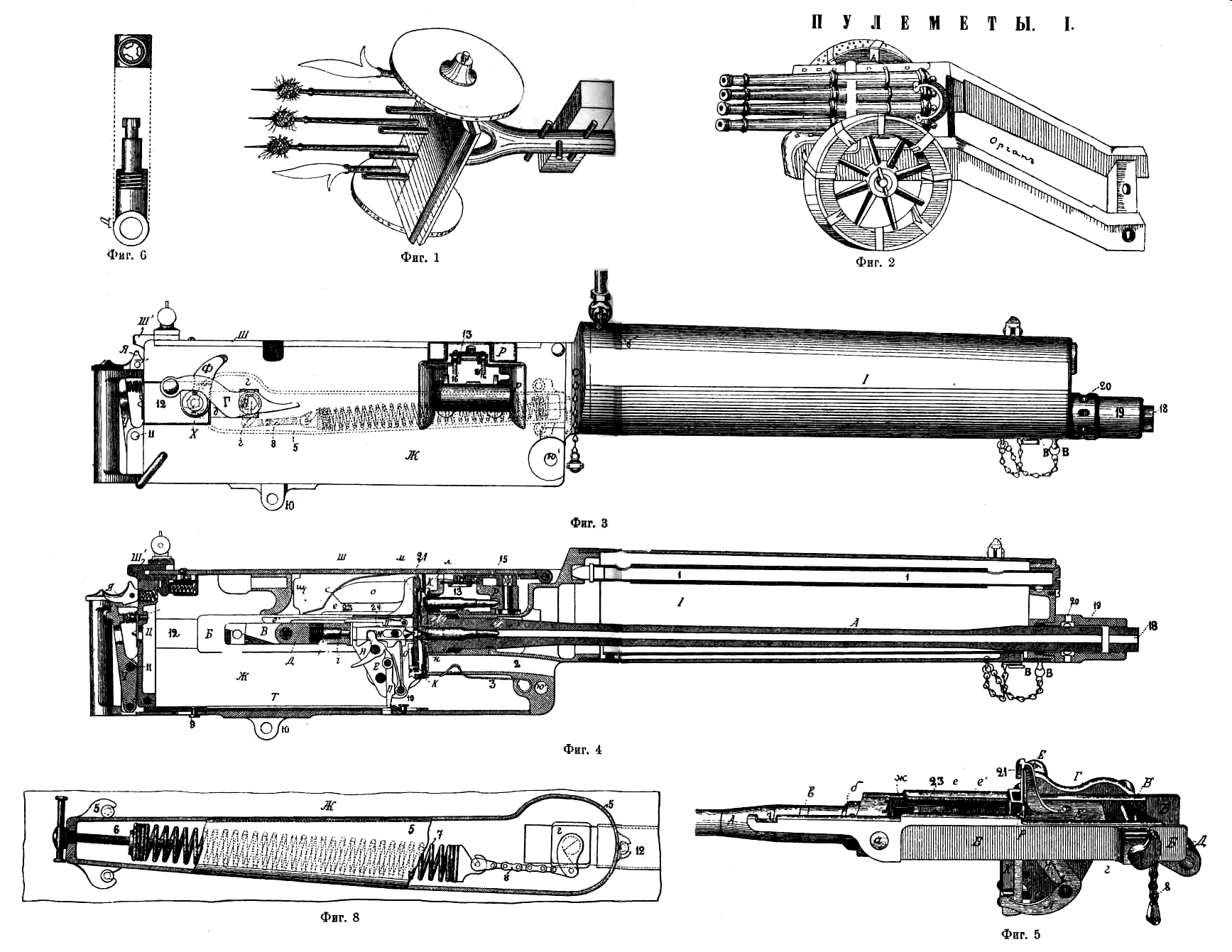
馬克沁

世界上第一種大量裝備的機槍由美裔英國人馬克沁於1883年研發。

### 研發經過
19世紀60年代開始出現有手動式的機槍，使用手動來提供上膛、擊發、退膛的動力，其代表作為理查·格林發明的。
在19世紀80年代，居於美國的海勒姆·馬克沁發明全自動機槍。1882年，赴英國考察時，馬克沁發現士兵射擊時常因老式步槍的後座力，肩膀被撞得瘀青。這現象表示了槍的後座力能量不小，而這能量來自於槍彈發射時產生的火藥氣體，馬克沁認為可以加以利用。馬克沁首先在一支老式的溫切斯特步槍上進行改裝試驗，利用射擊時子彈噴發的火藥氣體使槍完成開鎖、退殼、送彈、重新閉鎖等一系列動作，實現子彈的自動連續射擊，並減輕了槍的後座力。馬克沁在1883年首先成功地研製出世界上第一支自動步槍。後來，他根據此步槍上得來的經驗，進一步發展和完善了他的槍管短後座自動射擊原理。他為了連續供彈，製作了一條長達6米的帆布彈鏈。馬克沁在1884年製造出世界上第一支能夠自動連續射擊的機槍，同年取得應用此原理的機槍專利。
馬克沁機槍口徑為11.43毫米，槍身重27.2公斤，理論射速為每分鐘600發，可以單發和連發。但缺點是結構複雜，槍體笨重，帆布彈帶可靠性差，而槍管會因連續高速射擊而發熱，需用水冷卻。

### 備受冷落
馬克沁曾經到各國推銷他的發明，1887年4月赴俄國表演機槍，不但沒有收到任何訂單，反而備受嘲諷，當時一位很有影響的俄國武器專家認為：一發子彈就足以殺傷一人，當他斃命之前，沒有必要繼續連發子彈，而且以槍管可以冷卻，水卻不能隨身攜帶來否定機槍的實用性。美國人也認為一批訓練有素的神槍手比以機槍亂射一通來得有效。馬克沁的發明是對彈藥的極大浪費。直到1887年，英國才試買3挺馬克沁機槍。而馬克沁一面改進其機槍，一方面繼續周遊列國推銷其新式機槍。

### 馬克沁機槍首次參戰
馬克沁機槍首次參戰是在1893年，一支50餘人的英國殖民軍隊於非洲羅得西亞用4挺機槍擊敗了5,000名非洲祖魯戰士，當場擊斃了3,000多人。

### 在德國受到重視
馬克沁當德國皇帝的面表演其改進的MG08馬克沁機槍，德皇對機槍非常讚賞，馬克沁獲得了相當數量的訂單。之後德國成了一戰前軍隊裝備馬克沁機槍最多的國家，據說有12,500挺，每團裝備了100挺。

### 人類的災難
德軍大量装備了馬克沁機槍後，第一次世界大戰爆發，在索姆河戰役中，當英法聯軍攻向德軍陣地時，被德軍數百挺的機槍掃射，英法聯軍在一天中死了近6萬人。
此役之後，馬克沁機槍被各國所重視，歐美各國的軍隊都装備了馬克沁機槍及其衍生型，一戰陷入壕溝戰的泥沼中，直到坦克出現後，仍能在不同場景下用來火力輸出。自此機槍就進入了人類的戰爭，一直到現在。

## 運作原理
機槍利用外力或發射時的動力完成彈殼退出，再装填新子彈。多數是使用子彈發射時的反作用力完成連發。

### 反衝式
反冲式是利用子弹受推进药爆炸后产生的反作用力直接将弹壳推出枪膛并带动复装装置将弹壳完全抛出枪机，将新弹药装入枪机并完成上膛。反冲式枪管固定，枪管和枪机之间通常没有闭锁装置，仅靠附近簧的弹力将枪击压在枪管尾端。该方式一般用于威力较小的手枪子弹。部分反冲式装有开锁延迟，通过装置延长开锁时间来降低抽壳时膛压以发射威力较大的步枪子弹。

### 後座式
後座式也是利用爆炸后产生的作用与弹底的反作用力完成自动循环，但和反冲式不同的是，後座式的枪管可以前后移动，并且枪管和枪机之间有闭锁装置需在外部的作用力下打开。枪膛受反冲而后退至闭锁解除时才固定令弹壳退出。该方式能够延长击发到抽壳的时间，减少抽壳的膛压，使之能够发射威力较大的子弹。

### 气导式
气导式没有使用反作用力机制，是将推进药爆炸后产生的膨胀气体通过枪膛前导管导向枪机的复装装置，让其完成弹壳从枪膛抽出并推出枪机，新弹药装入并上膛操作。

### 多管单发
多管单发实际上是多根枪膛轮流更换到发射机位，发射后枪管移动出发射机位后完成更换弹药的过程。

## 分类

### 輕機槍

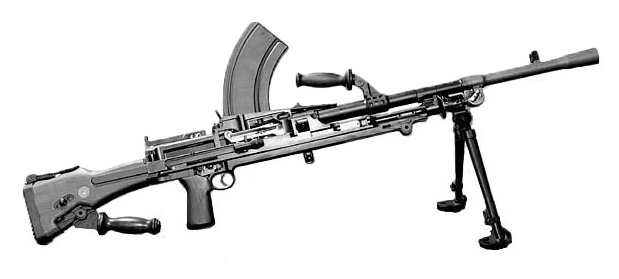
布倫輕機槍

輕機槍主要目的是為步兵單位提供500米內的火力支援，裝有兩腳架，並可由單兵攜帶作戰。一個步兵班中一般配備一至兩挺。供彈方式有彈匣、彈鼓或彈鏈，彈藥一般與步兵班中的步槍共通。亦有些國家採用重槍管的自動步槍作為輕機槍，例如英國的L86A1輕機槍，因其重量較輕，可採用臥射、跪射、立射或挾槍掃射的射擊方式。

### 中型機槍
泛指發射全威力彈藥、彈鏈供彈、具全自動火力的機槍。可由一至兩名步兵直接攜行及操作，通常裝備連、營級單位，火力、尺寸和重量界乎於輕機槍與重機槍之間。由於戰場需求的轉變，中型機槍漸漸被更為輕巧實用的通用機槍取代。

### 通用機槍

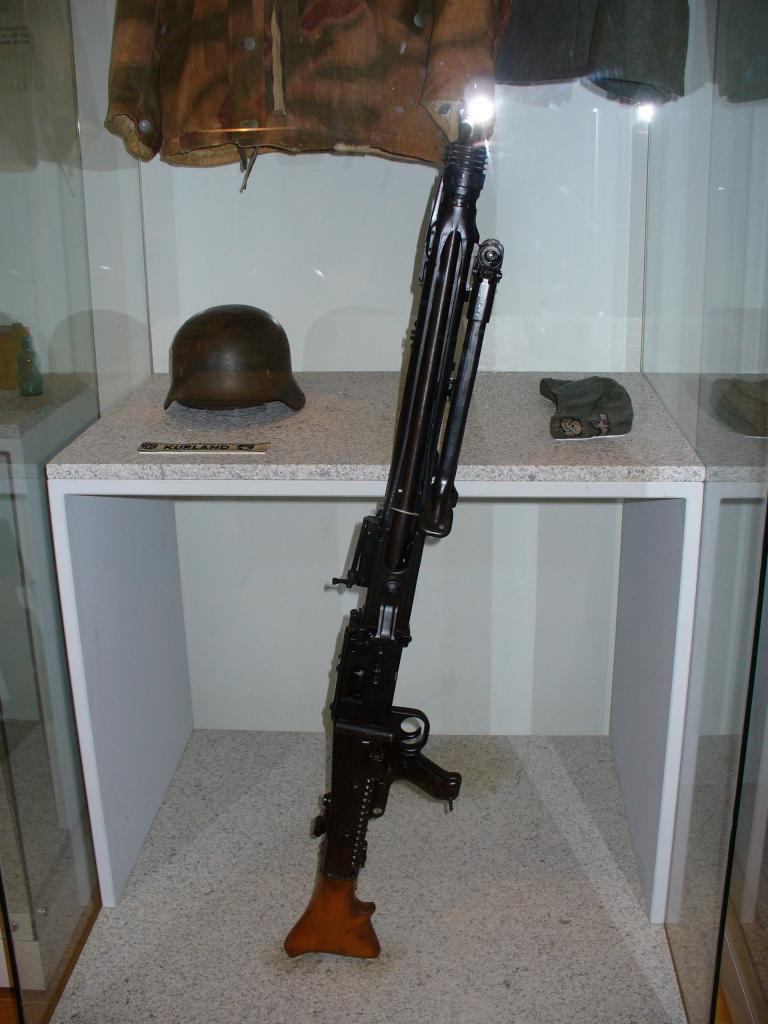
二戰中著名的MG42通用機槍

通用機槍由納粹德國發明，兼備輕機槍的便攜性與中型機槍的持續火力。由於採用彈鏈供彈（部分型號可彈鏈／彈匣兩用），連續射擊能力比早期輕機槍為高；部分型號可以迅速更換槍管，以保持連續射擊能力。
一般裝備到連一級以作為步兵連的火力支援。多數以兩人制組成機槍小組，可以提供1200米內的火力支援，亦可以作為坦克、裝甲車、步兵戰車、直升機、小型船艇的輔助武器。

### 重機槍

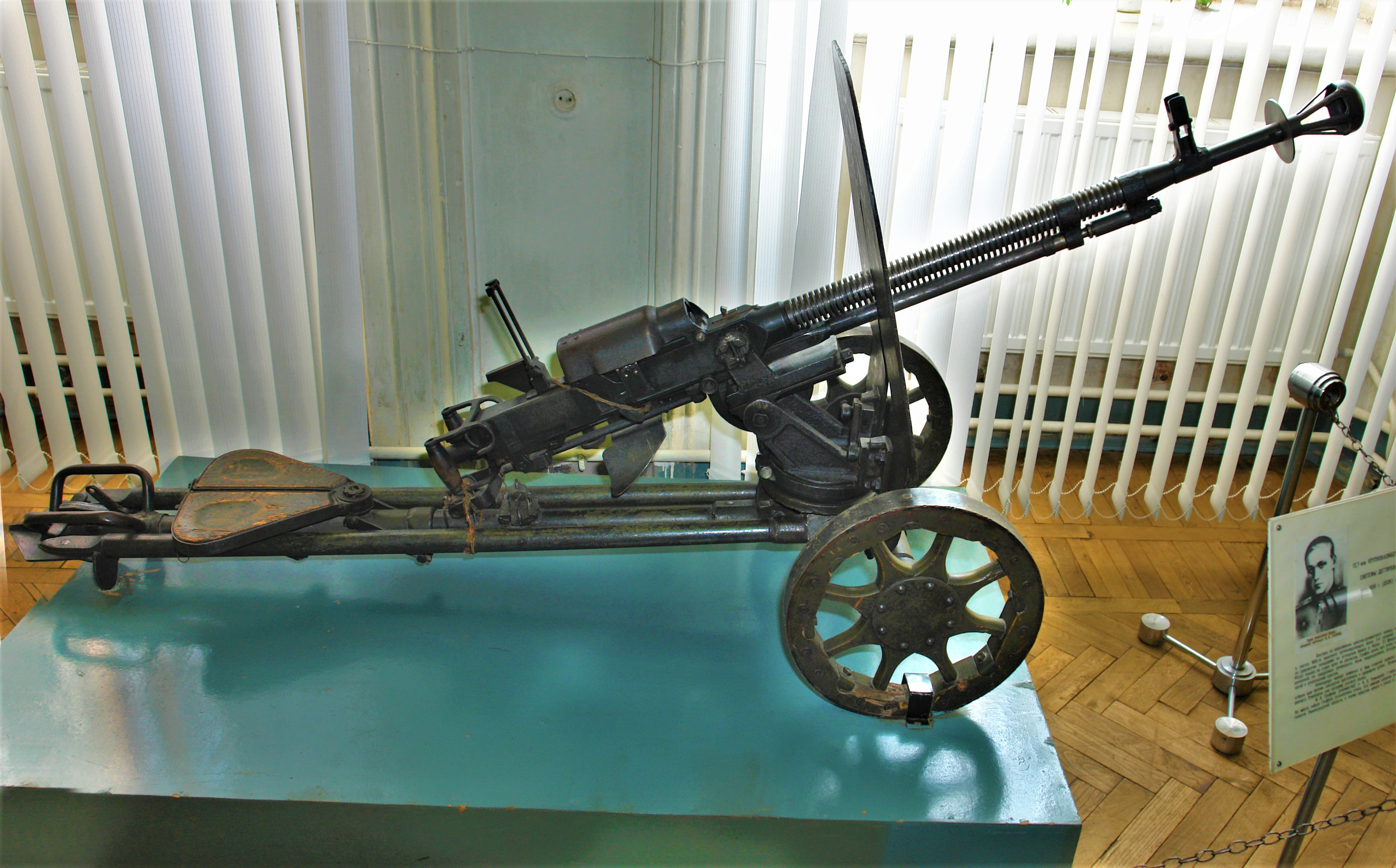
DShK重機槍

重機槍裝有重型固定腳架，現代口徑一般達到12.7毫米，部分型號為14.5毫米，又稱大口徑機槍。重機槍一般裝備到營一級，主要射擊2000米以內的火力點、薄裝甲防護的目標和車輛。可以分解搬運。一般為2人制或3人制組成機槍小組。改裝高射專用腳架後可以射擊低空飛行的空中目標稱為防空機槍。部分型號為了達到提高連續射擊能力，可以改裝為2～4聯裝等形式。現在也安裝於各國的軍用載具上作為一件額外武器。

## 操作和固定方式
机枪上最常見可操作的部份有手槍握把及扳機，早期手動的机枪上，最常見的扳機是手搖柄，若是外部供電的機槍（例如迷你砲）會用按鈕或是搖桿來當作扳機。輕機槍一般會有槍托的附件，而垂直式或是三角架固定的
机枪一般有鏟形手柄。機槍上也有瞄準裝置，在20世紀末，望遠鏡及複雜的光學設備已經取代了傳統机枪的機械瞄具。
早期的機槍是使用彈斗供彈。人工操作的排放槍需要人工裝置所有的子彈（可能是一顆一顆人工裝置，或是直接插入一組已裝填好的彈匣）。配合彈斗，可以在射擊同時進行子彈的補充。漸漸的演變成彈鏈式的機槍，彈鏈可能有人拿著，或是放在袋子或是盒子中。

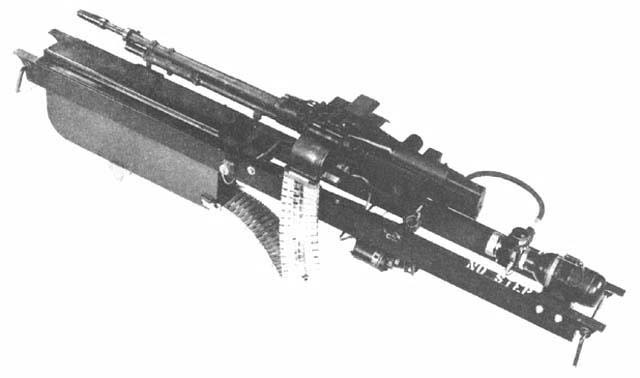
白朗寧M2重機槍的細部圖，這把槍是複雜武器系統中一部份，不會直接人工瞄準射擊，而是由飛機進行瞄準及射擊

現代機槍的固定方式有四種，第一種是機槍本身附的雙腳架，一般常見於輕型機槍及一些中型機槍。第二種是三腳架，這種機槍可以可以自行固定，不需人握著或是扶著，許多中型機槍及重型機槍都有三腳架。第三種是船上、車輛上或是飛機上的機槍多半是樞軸式固定（pintle mount），也就是固定在車體或是機體上的一個垂直金屬件上。三腳架式或是樞軸式固定的機槍一般會有鏟形手柄。第四種是不是由人直接操作的機槍，多半是武器系統的一部份，例如坦克的同軸機槍或是飛機武器系統中的的機槍，多半是電子方式發射，有複雜的瞄準系統，例如美国直升机武器子系统。

## 外部連結
- （繁體中文）改變戰爭：機槍（新華網） （页面存档备份，存于）
- Discover Military Machine Guns
- From Gatling to Browning September 1945 article Popular Science
- How Stuff Works （页面存档备份，存于） – Article on the operation of Machine Guns, animated diagrams are included.
- The REME Museum of Technology – machine guns
- 美國專利第15,315号 – A patent for an early automatic cannon
- Vickers machine gun site （页面存档备份，存于）